# 彭健新
彭健新（英語：Bennett Pang Kin-San，1949年4月6日—），香港男歌手、溫拿樂隊結他手。

## 背景
彭健新早年在香港島北角電氣道附近的舊樓居住（電氣道78號唐樓，現址於1974年至1975年拆卸且重建為金基大廈），其父親經營洋服店。彭健新與陳友為鄰居，就讀同一所小學。他後來被父親帶來澳門生活，並入讀澳門慈幼中學（小學部）當寄宿生，以達成父親希望他可以更專注學業的想法。升讀慈幼中學後，其“表叔”、溫拿另一成員葉智強聽從葉父建議，到澳門讀書，與彭健新成為同學。
彭健新於1969年至1972年本為The Loosers樂隊成員，繼而於1973年夥拍陳友、葉智強重組 The Loosers，再招攬譚詠麟與鍾鎮濤，把樂隊更名為溫拿樂隊，自己於隊中充當電結他手，惟隊員往後各自作個人發展。他參與樂隊活動初年從事印刷工作，於酒店及夜總會當樂手。1980年代以個人身份當歌手，曾加入寶麗金，推出過大碟《二等良民》及《可愛的笑容》。1983年以合約歌手加入無綫電視，1988年申請移民加拿大温哥華，1989年在無綫未能給予高薪酬的情況下轉投亞洲電視，簽約為旗下藝員。當時基於想轉換工作環境，所以沒有跟寶麗金續約。
1992年，彭健新為免阻礙自己四出登台而跟亞洲電視完約。另外，由於鍾愛養魚及垂釣，因此他在2000年代初為東方魅力（StarEast）拍攝網上節目以分享釣魚貼士，又於2008年在無綫電視的《都市閒情》「魚樂健康新一派」擔任主持。他現時間中會參與幕前演出，亦會出席演唱會或音樂會，還與家人在東莞市開設皮具廠及經營紅酒（ABC WINES 葡萄園）零售生意。

## 個人生活
彭健新已婚。此外彭健新有一愛犬OK仔，彭不時攜同OK仔亮相不同電視節目場合，亦因此有「OK仔老豆」的稱呼。至2015年5月29日，彭健新於其微博宣布OK仔離世，終年15歲。

## 演出作品

### 電視劇（無綫電視）
| 首播   | 名稱     | 角色   | 備註           |
| 1983年 | 夜驚魂   | 何先生 | 單元：長生不老 |
| 1985年 | 同居房客 | 鍾非池 |                |
| 1986年 | 城市故事 | 蘇孝   |                |

### 電視劇（亞洲電視）
| 首播   | 名稱           | 角色   | 備註 |
| 1989年 | 小小大女人     | Thomas |      |
| 1990年 | 街市忍者       | 張富貴 |      |
| 1990年 | 富貴冤家       | 梁振東 |      |
| 1991年 | 隔離差館有隻鬼 | 李百忍 |      |

### 電影
- 1975年：《大家樂》
- 1976年：《溫拿與教授》
- 1978年：《追趕跑跳碰》
- 1981年：《二等良民》
- 1981年：《溫拿五虎》
- 1984年：《鬼線人》
- 1984年：《君子好逑》
- 1985年：《飛虎奇兵》
- 1985年：《四眼仔》
- 1986年：《兩公婆八條心》
- 1986年：《你情我願》
- 1986年：《殺妻二人組》
- 1987年：《龍兄虎弟》
- 1988年：《皇家師姐III雌雄大盜》
- 1993年：《廣東五虎之鐵拳無敵孫中山》
- 1997年：《最佳拍檔之醉街拍檔》
- 2006年：《左麟右李之我愛醫家人》
- 2018年：《兄弟班》

### 節目主持

#### 無綫電視
- 1989年：《美食午夜場》
- 2008年：《都市閒情》 - 魚樂 "健" 康 "新"一派
- 2014年：《超齡打工假期》

#### 亞洲電視
- 1989年：《藝能大挑戰》[25]

### 動畫配音
- 1992年：《航空小英雄》

## 節目嘉賓
- 1980年代：歡樂今宵（無綫電視）[26]
- 1984年：婦女新姿（無綫電視）[27]
- 1990年：巨星名曲嘉年華（無綫電視）[28]
- 2000年：萬眾同心公益金（無綫電視）[29]
- 2001年：宇宙無敵獎門人（第12集、無綫電視）[30]
- 2001年：歡樂今宵（無綫電視）[31]
- 2001年：名曲滿天星（無綫電視）[32]
- 2006年：美女廚房（無綫電視）
- 2007年：奧運玩得叻（無綫電視）
- 2022年：寵物王國（nowTV）
- 2022年：思家大戰（無綫電視）
- 2022年：答得快 好世界（無綫電視）
- 2023年：中年好聲音（無綫電視）

## 音樂作品

### 專輯
| 專輯 # | 專輯名稱   | 專輯類型   | 發行公司   | 發行日期 | 曲目 |
| ------ | ---------- | ---------- | ---------- | -------- | --- |
| 1st    | 二等良民   | 大碟       | 寶麗金唱片 | 1981年   | 曲目 1. 二等良民（電影《二等良民》主題曲） 2. 今天的我 3. 可愛的迴聲 4. 啟開心裡窗 5. 浮世繪 6. 莫徬徨 7. 為何隨街盪 8. 愛情小插曲 9. 覓我夢想 10. 完全為你 11. 揚帆萬里 |
| 2nd    | 可愛的笑容 | 大碟       | 寶麗金唱片 | 1982年   | 曲目 1. 可愛的笑容 2. 贈言（彭嘉碧合唱） 3. 功夫樂（電影《七彩老夫子》插曲） 4. 有我一貫原則（麗的電視劇《火星撞地球》主題曲） 5. 小小肥皂泡（香港電台電劇《肥皂泡》主題曲） 6. 七彩老夫子（電影《七彩老夫子》主題曲） 7. 這世界裡 8. 提防小手（電影《提防小手》主題曲） 9. 借來的美夢(1984新秀歌唱大賽參賽選手羅嘉良演唱) 10. 人在世間 11. 世界杯 |
| 3rd    | 聲音       | 大碟       | 寶麗金唱片 | 1983年   | 曲目 1. 聲音 2. 前路共你闖 3. 後勁 4. 我老婆話我 5. 愛的踪影 6. 收音機 7. 摩登衙門（電影《摩登衙門》主題曲） 8. 絆腳石 9. 打工仔 10. 卡通雜果冰 |
| 4th    | 一闕短歌   | 大碟       | 寶麗金唱片 | 1984年   | 曲目 1. 一闕短歌 2. 愛是擁有 3. 陽光大減價 4. 目送他離去（電影《鬼線人》插曲） 5. 舊的愛火 6. 永不說不（鍾鎮濤合唱）（無線電視劇《武林聖火令》主題曲） 7. 划艇真輕鬆 8. 茫茫夜中 9. 同渡快樂時（電影《鬼線人》主題曲） 10. 快樂行（香港電台電視節目《快樂行》主題曲）                                                                              |
| 5th    | 24小時香港 | 大碟       | 寶麗金唱片 | 1985年   | 曲目 1. 24小時香港 2. 玩的格言（譚詠麟合唱）（電影《四眼仔》主題曲） 3. 喚你千千次 4. 沙灘女神 5. 誰伴我一醉 6. 愛你永不變 7. 應該不應該 8. 一串舊回憶 9. 離別的相擁 10. 拆檔拍檔（無線電視劇《拆檔拍檔》主題曲） |
| 6th    | 新曲與精選 | 新歌加精選 | 寶麗金唱片 | 1986年   | 曲目 1. Mr. Cool 2. 在這變幻裡 3. 玩的格言（譚詠麟合唱）（電影《四眼仔》主題曲） 4. 借來的美夢 5. 陽光大減價 6. 停不了的愛（雷安娜合唱）（電影《停不了的愛》主題曲） 7. 浮世繪 8. 因我愛她（雷安娜合唱） 9. 愛你永不變 10. 可愛的笑容 11. 聲音 12. 二等良民（電影《二等良民》主題曲） 13. 一闕短歌 14. 卡通雜果冰                                  |
| 7th    | 我的心     | 大碟       | 寶麗金唱片 | 1987年   | 曲目 1. 尋真記 2. 吹吹小喇叭 3. 海灘演唱會 4. 戀愛短篇 5. 零雞蛋 6. 我的心 7. 無名的歌 8. 夜裡看世界 9. 可知我認真 10. 風雨同伴 |

### 未出碟歌曲
- 1989年：《前途》（ATV電視劇《司機大佬》主題曲）
- 1989年：《鬼咁痴纏》（ATV電視劇《捉鬼家族》主題曲）
- 1990年：《正義朋友》（ATV電視劇《街市忍者》主題曲）
- 1991年：《俠客行》（ATV電視劇《劍三十》主題曲）

## 獎項
- 1983年《勁歌金曲第二季季選》——《聲音》
- 1983年《勁歌金曲第三季季選》——《一段情》（與鍾鎮濤）
- 1983年《1983年度十大勁歌金曲》——《一段情》（與鍾鎮濤）
- 1983年《第七屆香港金唱片頒獎典禮》—— 金唱片《可愛的笑容》
- 1984年《第八屆香港金唱片頒獎典禮》—— 金唱片《聲音》
- 1984年《勁歌金曲第二季季選》——《停不了的愛》（與雷安娜）
- 1985年《勁歌金曲第四季季選》——《玩的格言》（與譚詠麟）

## 廣告
- 2015年：香港癌症基金會 ─ 防範前列腺癌